# Zantani Muhammad az-Zantani

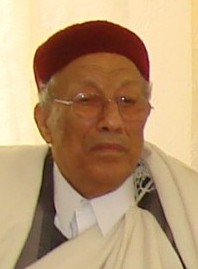
Zenati Muhammad Zenati

Muhammad az-Zantani (arabisch الزناتي إمحمد الزناتي az-Zantānī Imhammad az-Zantānī, DMG az-Zantānī Imḥammad al-Zantānī) (* 1936 oder 1937; gestorben am 26. Mai 2025) war zwischen 1992 und 2008 Staatsoberhaupt von Libyen.
Er war Generalsekretär des Allgemeinen Volkskongresses und ab 18. November 1992 de jure Staatsoberhaupt von Libyen, das seit 1969 de facto von Muammar al-Gaddafi regiert wurde.
Zudem war er Inhaber eines der größten Ölunternehmen der Welt, Tamoil, das auch in Europa ein Tankstellen-Netz betreibt.
| Personendaten    | Personendaten                                            |
| ---------------- | -------------------------------------------------------- |
| NAME             | Zantani, Zantani Muhammad az-                            |
| ALTERNATIVNAMEN  | Zenati, Zenati Muhammad; az-Zantani, Imhammad az-Zantani |
| KURZBESCHREIBUNG | libyscher Politiker, Präsident (1992–2008)               |
| GEBURTSDATUM     | 1936 oder 1937                                           |
| STERBEDATUM      | 26. Mai 2025                                             |